# Juuru raba
Juuru raba är en mosse i Estland.   Den ligger i landskapet Raplamaa, i den centrala delen av landet, 40 km söder om huvudstaden Tallinn.